# Phalonidia ontariana
Phalonidia ontariana es una especie de polilla del género Phalonidia, categorizada en la tribu Cochylini, de la subfamilia Tortricinae. Fue descrita por Razowski en 1997.
Fue publicada en la revista Acta Zoologica Cracoviensia 40: 116. Se distribuye por América del Norte: en Canadá, en la provincia de Ontario (Inverhuron).